# United States Basketball League 2000
La stagione USBL 2000 fu la quindicesima  della United States Basketball League. Parteciparono 11 squadre divise in due gironi.
Rispetto alla stagione precedente si aggiunsero due nuove franchigie, i Dodge City Legend e gli Oklahoma Storm. I Tampa Bay Windjammers si trasferirono a Sarasota-Bradenton, rinominandosi Florida Sea Dragons. Gli Atlanta Trojans, i Connecticut Skyhawks, i New Hampshire Thunder Loons e i Raleigh Cougars si sciolsero.

## Squadre partecipanti
- Atl. City Seagulls
- Brooklyn Kings
- Dodge City Legend
- Florida S. Dragons
- Gulf Coast SunDogs
- Kansas Cagerz
- Long Island Surf
- N.J. Shorecats
- Oklahoma Storm
- Penn. ValleyDawgs
- Washington Congr.

## Classifiche

### Northern Division
| Squadra                   | V  | P  | %    | GB |
| ------------------------- | -- | -- | ---- | -- |
| Pennsylvania ValleyDawgs  | 20 | 10 | 66,7 | -  |
| New Jersey Shorecats      | 19 | 11 | 63,3 | 1  |
| Long Island Surf          | 15 | 15 | 50,0 | 5  |
| Atlantic City Seagulls    | 12 | 18 | 40,0 | 8  |
| Brooklyn Kings            | 11 | 19 | 36,7 | 9  |
| Washington Congressionals | 10 | 20 | 33,3 | 10 |

### Southern Division
| Squadra             | V  | P  | %    | GB |
| ------------------- | -- | -- | ---- | -- |
| Dodge City Legend C | 22 | 8  | 73,3 | -  |
| Kansas Cagerz       | 18 | 12 | 60,0 | 4  |
| Florida Sea Dragons | 16 | 14 | 53,3 | 6  |
| Oklahoma Storm      | 14 | 16 | 46,7 | 8  |
| Gulf Coast SunDogs  | 8  | 22 | 26,7 | 14 |

## Play-off

### Quarti di finale
| Salina 29 giugno 2000 | Dodge City Legend | 122 – 107 | Atlantic City Seagulls | Bicentennial Center |

| Salina 29 giugno 2000 | Kansas Cagerz | 95 – 92 (d.1t.s.) | Florida Sea Dragons | Bicentennial Center |

| Salina 29 giugno 2000 | New Jersey Shorecats | 116 – 103 | Long Island Surf | Bicentennial Center |

| Salina 29 giugno 2000 | Oklahoma Storm | 109 – 105 | Pennsylvania ValleyDawgs | Bicentennial Center |

### Semifinali
| Salina 30 giugno 2000                               | Dodge City Legend | 105 – 90    | Kansas Cagerz | Bicentennial Center (2.340 spett.) |
| \| \| \| \| \| Colson 23 \| Punti \| 19 Bassette \| |                   |             |               |                                    |
|                                                     |                   |             |               |                                    |
| Colson 23                                           | Punti             | 19 Bassette |               |                                    |

| Salina 30 giugno 2000                     | Oklahoma Storm | 95 – 88 | New Jersey Shorecats | Bicentennial Center |
| \| \| \| \| \| Harrison 21 \| Punti \| \| |                |         |                      |                     |
|                                           |                |         |                      |                     |
| Harrison 21                               | Punti          |         |                      |                     |

### Finale
| Salina 2 luglio 2000, ore 15:00          | Dodge City Legend | 89 – 86 (17-21 ,40-46, 67-65) | Oklahoma Storm | Bicentennial Center (2.032 spett.) |
| \| \| \| \| \| Griffin 22 \| Punti \| \| |                   |                               |                |                                    |
|                                          |                   |                               |                |                                    |
| Griffin 22                               | Punti             |                               |                |                                    |

### Tabellone
|  | Quarti di finale | Quarti di finale | Quarti di finale |          |            | Semifinali | Semifinali | Semifinali |  |  | Finale | Finale | Finale |  |
|  |                  |                  |                  |          |            |            |            |            |  |  |        |        |        |  |
|  | 1                | Dodge City       | 1                |          |            |            |            |            |  |  |        |        |        |  |
|  | 1                | Dodge City       | 1                |          |            |            |            |            |  |  |        |        |        |  |
|  | 8                | Atlantic City    | 0                |          |            |            |            |            |  |  |        |        |        |  |
|  | 8                | Atlantic City    | 0                |          | 1          | Dodge City | 1          |            |  |  |        |        |        |  |
|  |                  |                  |                  |          | 1          | Dodge City | 1          |            |  |  |        |        |        |  |
|  |                  |                  | 4                | Kansas   | 0          |            |            |            |  |  |        |        |        |  |
|  | 5                | Florida          | 4                | Kansas   | 0          | 0          |            |            |  |  |        |        |        |  |
|  | 5                | Florida          |                  |          |            |            |            |            |  |  |        |        |        |  |
|  | 4                | Kansas           | 1                |          |            |            |            |            |  |  |        |        |        |  |
|  | 4                | Kansas           | 1                |          | Dodge City | Dodge City | 1          |            |  |  |        |        |        |  |
|  |                  |                  |                  |          |            |            |            |            |  |  |        |        |        |  |
|  |                  |                  | Oklahoma         | Oklahoma | 0          |            |            |            |  |  |        |        |        |  |
|  | 3                | New Jersey       | Oklahoma         | Oklahoma | 0          | 1          |            |            |  |  |        |        |        |  |
|  | 3                | New Jersey       |                  |          |            |            |            |            |  |  |        |        |        |  |
|  | 6                | Long Island      | 0                |          |            |            |            |            |  |  |        |        |        |  |
|  | 6                | Long Island      | 0                |          | 3          | New Jersey | 0          |            |  |  |        |        |        |  |
|  |                  |                  |                  |          | 3          | New Jersey | 0          |            |  |  |        |        |        |  |
|  |                  |                  | 7                | Oklahoma | 1          |            |            |            |  |  |        |        |        |  |
|  | 7                | Oklahoma         | 7                | Oklahoma | 1          | 1          |            |            |  |  |        |        |        |  |
|  | 7                | Oklahoma         |                  |          |            |            |            |            |  |  |        |        |        |  |
|  | 2                | Pennsylvania     | 0                |          |            |            |            |            |  |  |        |        |        |  |

## Vincitore
| Campione USBL 2000            |
| ----------------------------- |
| Dodge City Legend (1º titolo) |

## Statistiche
| Categoria             | Giocatore   | Squadra                  | Stat |
| --------------------- | ----------- | ------------------------ | ---- |
| Punti per gara        | Sean Colson | Dodge City Legend        | 28,2 |
| Rimbalzi per gara     | Andre Perry | Florida Sea Dragons      | 11,4 |
| Assist per gara       | Sean Colson | Dodge City Legend        | 8,0  |
| Palle rubate per gara | Ace Custis  | Pennsylvania ValleyDawgs | 2,8  |
| Stoppate per gara     | Mark Blount | New Jersey Shorecats     | 2,7  |
| FG%                   | Earl Ike    | Florida Sea Dragons      | 63,9 |
| FT%                   | Greg Jones  | Brooklyn Kings           | 88,2 |
| 3FG%                  | Mark Young  | Gulf Coast Sundogs       | 45,5 |

## Premi USBL
- USBL Player of the Year: Sean Colson, Dodge City Legend
- USBL Coach of the Year: Kent Davidson[4], Dodge City Legend
- USBL Rookie of the Year: Chudney Gray, Long Island Surf
- USBL Postseason MVP: Artie Griffin, Dodge City Legend
- All-USBL First Team
  - Sean Colson, Dodge City Legend
  - Kwan Johnson, Pennsylvania ValleyDawgs
  - Ace Custis, Pennsylvania ValleyDawgs
  - Darrin Hancock, Dodge City Legend
  - Mark Blount, New Jersey Shorecats
- All-USBL Second Team
  - Artie Griffin, Dodge City Legend
  - Bryant Basemore, Kansas Cagerz
  - Andre Perry, Florida Sun Dogs
  - Willie Burton, Oklahoma Storm
  - Raphael Edwards, Atlantic City Seagulls
- USBL All-Defensive Team
  - Alvin Jefferson, Dodge City Legend
  - Ace Custis, Pennsylvania ValleyDawgs
  - LaMarr Greer, Atlantic City Seagulls
  - Mark Blount, New Jersey Shorecats
  - Darrin Hancock, Dodge City Legend
- USBL All-Rookie Team
  - Chudney Gray, Long Island Surf
  - Tariq Kirksay, Long Island Surf
  - Larry Abney, Pennsylvania ValleyDawgs
  - Tyson Patterson, Dodge City Legend
  - Steve Smith, Atlantic City Seagulls